# Hueyotlipan
Hueyotlipan è una città dello stato di Tlaxcala, nel Messico centrale, capoluogo della omonima municipalità.
La municipalità conta 13.879 abitanti (2010) e ha un'estensione di 175,86 km².
Il nome della città significa Sopra il sentiero principale in lingua nahuatl.